# 제너럴셔먼호 사건
제너럴셔먼호 사건(-號事件)은 1866년(조선 고종 3년, 미국 앤드루 존슨 대통령 2년) 음력 7월 27일(양력 9월 5일) 평양 군민(軍民)들이 중무장한 미국 상선(商船) 제너럴셔먼호(SS General Sherman)를 격침시킨 사건이다. 양력 8월 중순에 서해안에 출물한 제너럴셔면호는 통상이 거절당했음에도 불법으로 대동강을 거슬러 올라가며 수로탐사를 하는 등 행패를 부렸다. 이에 평양 관민이 합심하여 화공전 펼친 끝에 배를 소각, 격침시키고 승무원 전원을 사살하였다. 이 사건은 신미양요의 원인이 되었다.

## 결과
사건 발생 후 미국은 1867년 1월 슈펠트(Shufeldt,R.W)의 탐문 항행과 1868년 4월 페비거(Febiger,J.C)의 탐문 항행을 통해 셔먼호가 조선으로부터 양이(洋夷)를 동반한 중국 해적선으로 오인 받았으며, 승조원의 도발적 행동으로 인해 화를 당했다는 사실을 확인하였다. 그러나 미국 정부는 두 번에 걸친 탐문 보고서 중 슈펠트의 온건한 포함책략보다는 페비거의 강경한 포함책략에 따라, 마침내 1871년 대한포함외교정책|(對韓砲艦外交政策)을 수립하고 응징적인 조선 원정을 단행하였다. 이것이 바로 신미양요이다.

## 배경

### 미국과 조선의 접촉
19세기 중반, 서구의 열강들은 아시아에서 새로운 통상을 개설하기 위해서 안간힘을 썼다. 그리고 중국 및 동남아시아에서의 통상을 강화하기 시작하였다. 미국의 매튜 페리 준장이 1853년 7월 8일 에도(현재의 도쿄) 부근의 우라가 항까지 항해한 뒤, 일본도 통상을 개방하였고, 미국의 무력의 위협 하에 일본과 미국은 1854년 가나가와 조약을 체결하였다.
일찍이, 앤드루 잭슨이 대통령이었던 1832년의 미국에서는, 피콕 호에 승선했던 에드먼드 로버츠에 의하여 조선의 통상 개방 문제가 논의되고 있었다. 미국은, 제1차 아편 전쟁(1840~42년)의 여파로 힘을 잃은 청나라와 왕샤 조약(1844년 7월 3일)을 맺어 불평등한 통상을 개시하였다. 이 조약은 처음으로 아시아가 미국의 상인들에게 문을 여는 결과를 가져왔다.
같은 해에, 미국 의회는 조선의 문호 개방을 위한 안건도 마련하였으나, 이익이 없다는 이유로 보류되었다. 어쨌든 미국과 조선의 첫번째 접촉은 적대적인 것은 아니었다. 1853년 사우스 아메리카 호가 일본으로 항해하던 도중, 부산에 입항하여 열흘을 머물렀다. 이때, 이 배의 관리들은 조선의 관리들과 식사를 하기도 하였다. 1855년, 65년에 조선에 표류했던 여러 번의 사례에서도 미국인들은 식량과 식수를 보급받는 등 좋은 대우를 받았고, 본국 송환을 위하여 청나라로 보내지기도 했다.

### 쇄국정책
18세기 산업혁명 이후 서양의 이양선이 조선 연해에 자주 출몰하였다. 조선은 이들의 통상요구는 단호하게 거절하였으나, 조난된 선원 등에게는 먼 곳에서 온 사람들에게 최대한 관용을 베푼다는 ‘유원지의(柔遠之義)’ 원칙으로 처리하였다. 두 차례의 아편전쟁으로 베이징이 함락되고 청나라 함풍제(咸豊帝)가 피난 간 사실이 알려지면서 조선에는 위기감이 확산되었다. 영국, 프랑스 연합군과 청나라의 강화를 중재한 러시아가 그 대가로 연해주를 획득하게 되면서 러시아의 남하로 조선은 더욱 압박을 받게 되었다. 1863년 집권한 흥선대원군은 국정 전반에 걸쳐 과감한 개혁을 단행하였으나, 외교적인 면에서는 청나라를 제하고는 척양척왜를 주장하여 쇄국정책을 계속 유지하였다.

### 병인박해
흥선대원군은 천주교에 대한 이해가 깊은 인물로 집권초기에만해도 천주교를 탄압할 생각이 없었다. 18세기말부터 본격적으로 성장한 천주교에 대해서는 신해박해(1791) 이후 여러차례 탄압이 있었으나, 흥선대원군의 부인과 딸도 천주교 신자이고 그 자신이 불우하던 시절 천주교인과 접촉을 했었기 때문이다. 또한, 프랑스 선교사를 통해 한불조약을 체결하여 러시아의 남하정책을 막고자하는 계획을 품기도 했다. 그러나 청나라에서 천주교를 박해하는 방향으로 정책을 전환하자 이런 분위기에 편승한 흥선대원군의 정적들이 천주교와 같은 불순 세력을 척결해야 한다고 요구하기 시작하였다.
운현궁(雲峴宮)에도 천주교가 침투했다는 소문이 퍼져니, 조대비(趙大妃)마저 천주교를 비난하기에 이르자 정권 유지를 위해 정책을 바꿔야 했다. 흥선대원군은 부득불 1866년 1월에 천주교를 탄압하기 시작했다. 이에 따라 2월에 베르뇌를 비롯한 비롯한 프랑스 신부 6명과 홍봉부, 남종삼, 김면호를 포함한 수많은 천주교인들이 서울과 지방에서 체포되어 순교했다.
박해를 피해 1866년 5월 8일 조선을 탈출한 리델 신부는 그해 7월 프랑스 극동함대(極東艦隊)사령관 로즈 제독을 톈진에서 만나 프랑스 신부들의 순교소식을 전하고 생존해 있는 다른 신부 두 명의 신변을 보호하기 위해 즉각 함대를 출항시켜줄 것을 요청했다. 로즈 제독은 인도차이나의 반란을 진압하기 위해 출동한 주력함대가 돌아오는 대로 조선 원정을 약속했다. 이런 소식이 조선에도 전달되며 조선의 관원들은 외양선의 출현을 경계, 감시하고 더욱 긴장하며 대비하였다.

## 사건 개요

### 조선과의 통상 시도
조선에서 벌어진 병인박해로 천주교 선교사들이 참수당했기 때문에 조선과 프랑스 사이에 관계가 악화되며 전운이 감돌았지만, 이런 분위기와는 무관하다는 듯 당시 텐진에 기반을 두고 있던 영국의 메도즈 상사는 조선과 통상을 추진한다는 계획을 세웠다. 이에 따라 미국 상선 제너럴셔먼호와 용선 계약을 맺고 비단, 유리그릇, 천리경, 자명종 등의 상품을 선적한 후 화물관리인으로 영국출신 호가스(Hogarth)를 승선시켰다. 또한 조선과 무역을 해온 중국인들과도 접촉을 하고 통역으로는 런던 선교회 소속의 개신교 선교사 로버트 저메인 토머스과 계약을 맺고 승선시켰다. 토머스는 한 해전인 1865년에 조선에 밀입국하여 조선어를 배운 적이 있었기 때문이다.

### 제너럴셔먼호의 항해
미국 상선 제너럴셔먼 호는 대포 2문이 설치되어 있는 증기선이었다. 선박의 이름은 미국의 군인 윌리엄 테쿰세 셔먼의 이름을 딴 것이었고, 톈진(天津)에 머물고 있던 미국인 상인 프레스턴( W. B. Preston)의 소유였다. 이 배의 승무원은 선장 페이지(Page), 1등 항해사 윌슨(Willson), 13명의 청국인, 3명의 말레이시아인 선원 등 총 23명으로 구성되어 있었으며, 선원들은 전원이 완전무장을 하고 있었다. 화물을 선적한 제너럴셔먼호는 선주 프레스턴을 태운 후 체푸(Chefoo, 현재의 옌타이)를 1866년 8월 9일에 출항하여 조선으로 향했다.

### 통상요구와 거절
8월 14일에 충남 해안가에 도착한 제너럴셔먼 호는 조선 관리들과 접촉하여 통상을 요구했으나, 서양과의 통상은 국법으로 금기사항이라는 이유로 거절당했고 불법항해이니 신속히 물러갈 것을 요구받았다. 그러나 이에 굴하지 않고 중국 정크선의 인도로 8월 20일(음력 7월 11일)에 대동강을 거슬러 올라와 평양 경내에 들어갔다. 중국 정크선의 선장인 유화태는 1865년말 토마스가 황해지역에 왔을 때 타고 왔던 배의 선장이며 토머스에 의하면 20년 이상 조선인과 무역을 하였던 자였다.
그해 봄에 벌어진 병인박해(1866)로 인해 프랑스 군함의 보복이 예견되는 가운데 조선 관원들은 긴장과 경계를 하고 있었다. 따라서 제너럴 셔먼호가 평양 경내에 정박하자 조선의 관리들은 조심스럽게 이들과 접촉했다. 제너럴셔먼호 측은 상거래를 요구하며, 그들이 가져온 비단 · 자명종 등을 쌀 · 사금 · 홍삼 · 호표피 등과의 교역하자고 제의하였다. 이에 대해 서양과의 교역은 국법에 금한 내용이라 불가하나 식량과 보급품을 제공할 수는 있다하며 사태를 원만하게 수습하려 하였다. 아울러 더 이상의 항해는 불법이니 퇴각을 요구했다. 그러나 제너럴셔먼 호는 이를 무시하고 대동강을 거슬러 올라갔다.

### 양측의 공방전
8월 21일(음력 7월 12일) 조선 측의 강경한 경고에도 불구하고 제너럴셔먼호는 만경대 한사정(閑似亭)에까지 올라왔고 그들의 행동을 제지하던 중군(中軍) 이현익(李玄益)을 붙잡아 감금하기까지 했다. 사태가 이지경에 이르자 평양성 내의 관민(官民)은 크게 격분하여 강변으로 몰려들었고, 셔먼호에서는 소총과 대포를 이들 관민에게 마구 쏘아대자 사태는 더욱 악화되었다. 이와 같은 제너럴셔먼호의 무모한 행동에 대하여 강변의 군민은 돌팔매·활·소총으로 맞서 대항했고, 퇴교(退校) 박춘권(朴春權)은 배를 타고 가서 이현익을 구출해 내기도 했다.
당시 며칠씩 계속된 비로 강의 수위가 높았기 때문에 셔먼호는 대동강을 따라 계속 올라 갈 수 있었으나, 비가 그치고 썰물이 곁치면서 수위가 얕아지자 제너럴셔먼호는 양각도(羊角島) 서쪽 모래톱에 선체가 좌초되어 움직일 수가 없게 되었다. 그러자 불안과 초조에 휩싸인 셔먼호의 승무원들은 대포를 발사하는 등 폭력을 자행하여 평양 사람 7명이 죽고, 5명이 다치는 인명피해가 일어났다.

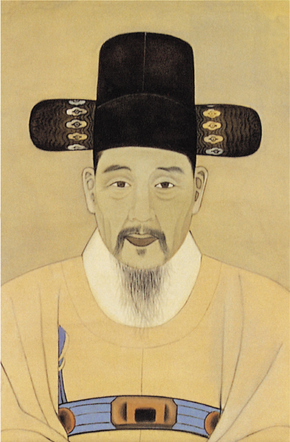
평안도 관찰사 박규수

### 화공전과 격침
평안도 관찰사 박규수는 그들을 체포할 수 있는 사람들을 돈을 주고 구하던 중, 관아 소속의 한 교졸(校卒)이 이러한 작전에 지원했다. 이 교졸은 어촌의 괴피선(작은 배) 수백 척을 동원하여 배안에 기름을 끼얹은 뒤 섶을 가득 실어 불을 지르게 하고 궁수로 하여금 일제히 화살을 당기게 하였다. 이와 동시에 박규수는 철산부사(鐵山府事) 백낙연(白樂淵) 등과 상의하여 9월 5일(음력 7월 27일)부터 포격을 가한 뒤 대동강 물에 식용유를 풀고 불을 붙였고 화공선을 띄워 공격하며 결국 제너럴셔먼호를 불태워 격침시켰다. 이로인해 승무원 23명 가운데 대부분이 불에 타 죽거나 물에 빠져 죽었다.
배에 불이 번지자 영국 선교사 로버트 저메인 토머스와 중국 상인 조능봉이 뱃머리로 나와 살려달라고 애원했다. 그러자 조선 관군이 이들을 강안으로 데려왔다. 그러나 성난 평양 부민들이 삽시간에 달려들어 그들을 때려죽였으며, 나머지 생존자들도 전원 사망했다. 이러한 공로로 인해 박규수는 품계가 올랐고 박규수를 도왔던 교졸은 진영의 으뜸이 되었다. 이후 박규수는 대원군의 각별한 총애를 얻게 되었다.

## 영향

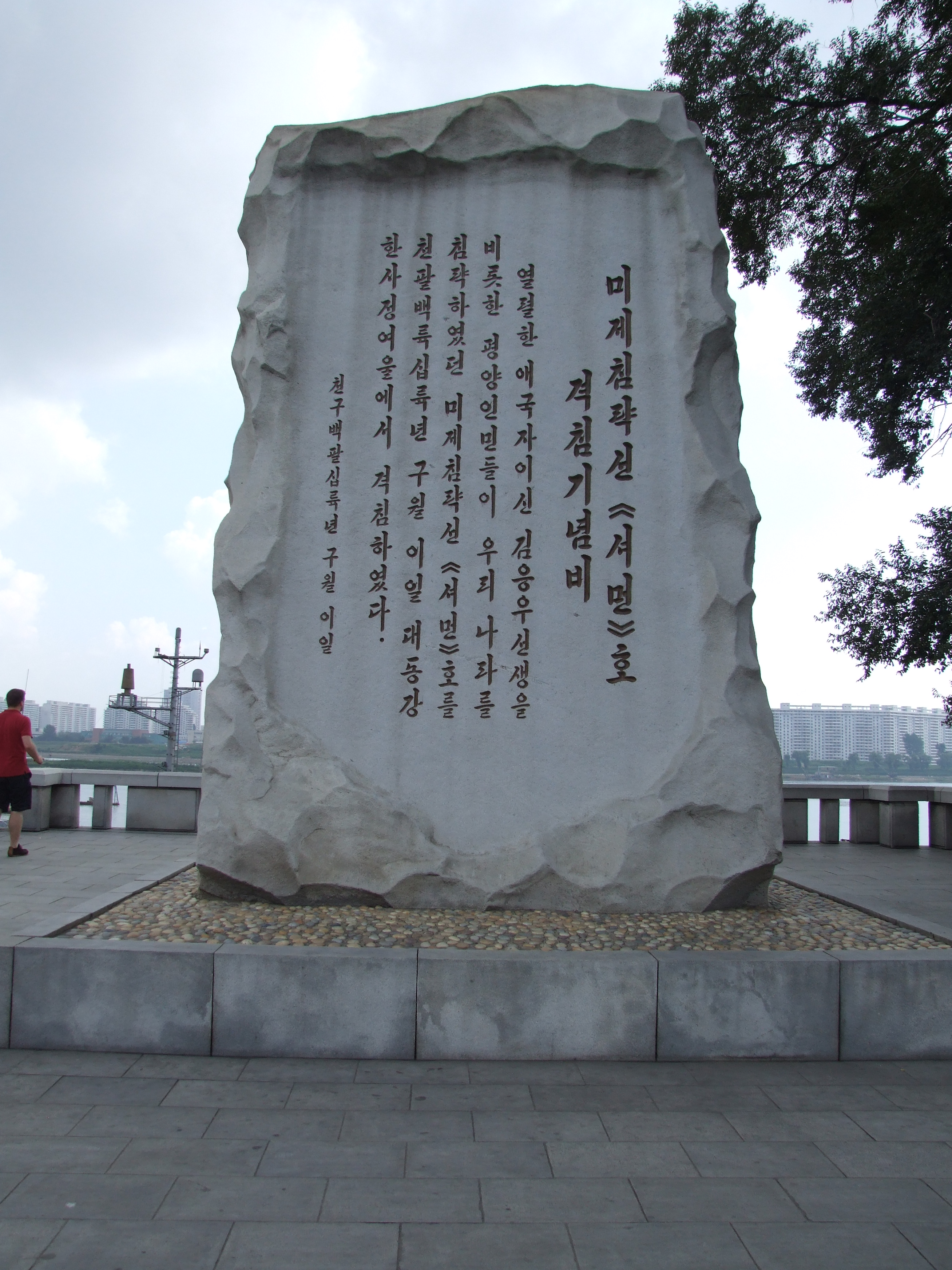
제너럴셔먼호 사건 기념비

### 19세기
당시 조선의 흥선대원군 정권은 이 사건과 같은 해 10월 26일(음력 9월)에 일어난 프랑스 함대의 침입 사건인 병인양요를 계기로 양이정책(攘夷政策)인 통상수교거부정책을 더 한층 강화하게 되었다. 그리고 1866년 제너럴셔먼호 사건은 1865년 미국 링컨 대통령의 암살 사건 이후 권력을 승계받은 앤드루 존슨 대통령의 탄핵(1868년) 등 어수선한 미국 국내 사건으로 바로 처리되지 못하고 5년 후 1871년 신미양요의 원인이 되기도 하였다.
한편으로는 대동강에 침몰한 제네럴 셔먼호를 인양하여 이를 복제, 철갑증기선을 건조하려는 시도가 있었다. 수십만 냥을 들여 10개월 만에 복원하기는 했으나, 아주 느리게 움직여서 사실상 실패했다. 그러나 그 뒤에 통상수교거부 정책이 한창임에도 증기선을 만들든지 구하든지 하라는 상소가 빗발쳤다고 전해진다.

### 현대
북한은 1986년 9월 2일 대동강변에 셔먼호 격침비를 세웠으며 그 바로 옆에 1968년 1월에 북한이 나포한 미국의 첩보선 푸에블로호를 정박시켜 대미(對美) 항전의 '전리품'으로 전시하고 있다. 남한과 북한 모두 제너럴 셔먼호 사건을 구한말 구미 열강의 침략 사례로 기록하고 있지만 미국과 적대관계에 있는 북한은 셔먼호 격침비까지 세우고 매년 이 사건을 대대적으로 기념하고 있다. 또한, 북한은 김정일의 고조부인 김응우(1848∼1878)가 1866년 9월 대동강을 거슬러 평양에 불법 침입한 제너럴셔먼호를 침몰시키는 데 앞장섰다고 선전하고 있다.

## 제너럴셔먼호
- 나포: 1863년 1월 29일
- 미국 정부의 구매: 1863년 3월 18일
- 취역일: 1863년 2월 4일
- 민간에 판매: 1865년 8월 17일
- 배수량: 614톤
- 길이: 38.81미터 (127피트 4인치)
- 선폭: 10.5미터 (34피트 6인치)
- 흘수: 503센티미터 (16피트 6인치)
- 추진방식: 요트(Sail) + 외륜(Side-wheel steamer)
- 승무원: 150 명
- 무장:
  - 4 X 8" Sg.
  - 16 X 32 pdrs
- 원래 영국 군함이었는데, 1863년에 나포되었다. 남북전쟁에 북부군 군함 USS Princess Royal로 사용되었으며, 이후 공경매로 민간에 팔려서 제너럴셔먼호가 되었다는 설이 있으나 이는 미 해군이 보유한 기록과 다르다.
- 미국 해군의 공식문서에 따르면 프린세스 로열호의 민간 판매 시점이 평양에서 제너럴셔먼호 사건이 일어난 지 2년 뒤인 1868년이라는 것이다. 또한 평양 대동강이 아닌, 1874년 1월 10일 노스 캐롤라이나 Cape Fear에서 침몰하였다.

## 제너럴셔먼호 탑승자
- 선장 페이지(Page, 덴마크인)
- 일등 항해사 윌슨(Wilson, 미국인)
- 선박 소유주 프레스턴(Preston, 미국인)
- 조지 호가스(George Hogarth, 영국인)
- 13명의 청나라인
- 3명의 말레이인
- 영국 개신교 선교사 로버트 저메인 토마스(Robert Thomas, 한국어를 배웠기 때문에 통역으로 탑승하였다.)

## 같이 보기
- 척화비
- 조선의 문호 개방
- 로버트 저메인 토마스
- 포함외교

## 참고 문헌
- Richard F. Grimmett, Instances of Use of United States Armed Forces Abroad 1798 - 2004, Congressional Research Service report RL30172 Naval Historical Center, 2004.
- James A. Field, Jr., History of United States Naval Operations: Korea DEPARTMENT OF THE NAVY—NAVAL HISTORICAL CENTER.
- Curtis A. Utz, Assault from the Sea --The Amphibious Landing at Inchon-- The U.S. Navy in the Modern World Series No. 2.
- 이 문서에는 다음커뮤니케이션(현 카카오)에서 GFDL 또는 CC-SA 라이선스로 배포한 글로벌 세계대백과사전의 〈왕권의 재확립과 쇄국책〉 항목을 기초로 작성된 글이 포함되어 있습니다.